# Popricani
Popricani é uma comuna romena localizada no distrito de Iaşi, na região de Moldávia. A comuna possui uma área de 69.62 km² e sua população era de 7566 habitantes segundo o censo de 2007.